# Cuora picturata
Cuora picturata is een schildpad uit de familie Geoemydidae. De schildpad werd voor het eerst wetenschappelijk beschreven door Edgar Lehr, Uwe Fritz en Fritz Jürgen Obst in 1998, zodat nog niet alle literatuur de soort vermeld.
De schildpad komt endemisch voor in Vietnam, en alleen in het zuiden van het land.